# Kościół Wniebowzięcia Najświętszej Maryi Panny w Kłodawie
Kościół Wniebowzięcia Najświętszej Maryi Panny w Kłodawie – świątynia rzymskokatolicka w Kłodawie. Kościół wybudowany został w II połowie XVIII wieku. Jest to świątynia trzynawowa, utrzymana w stylu późnobarokowym. Wyposażenie wnętrza pochodzi z XVIII wieku. Do kościoła przylega barokowy dawny klasztor karmelitów trzewiczkowych z 1623 roku.

## Kościół

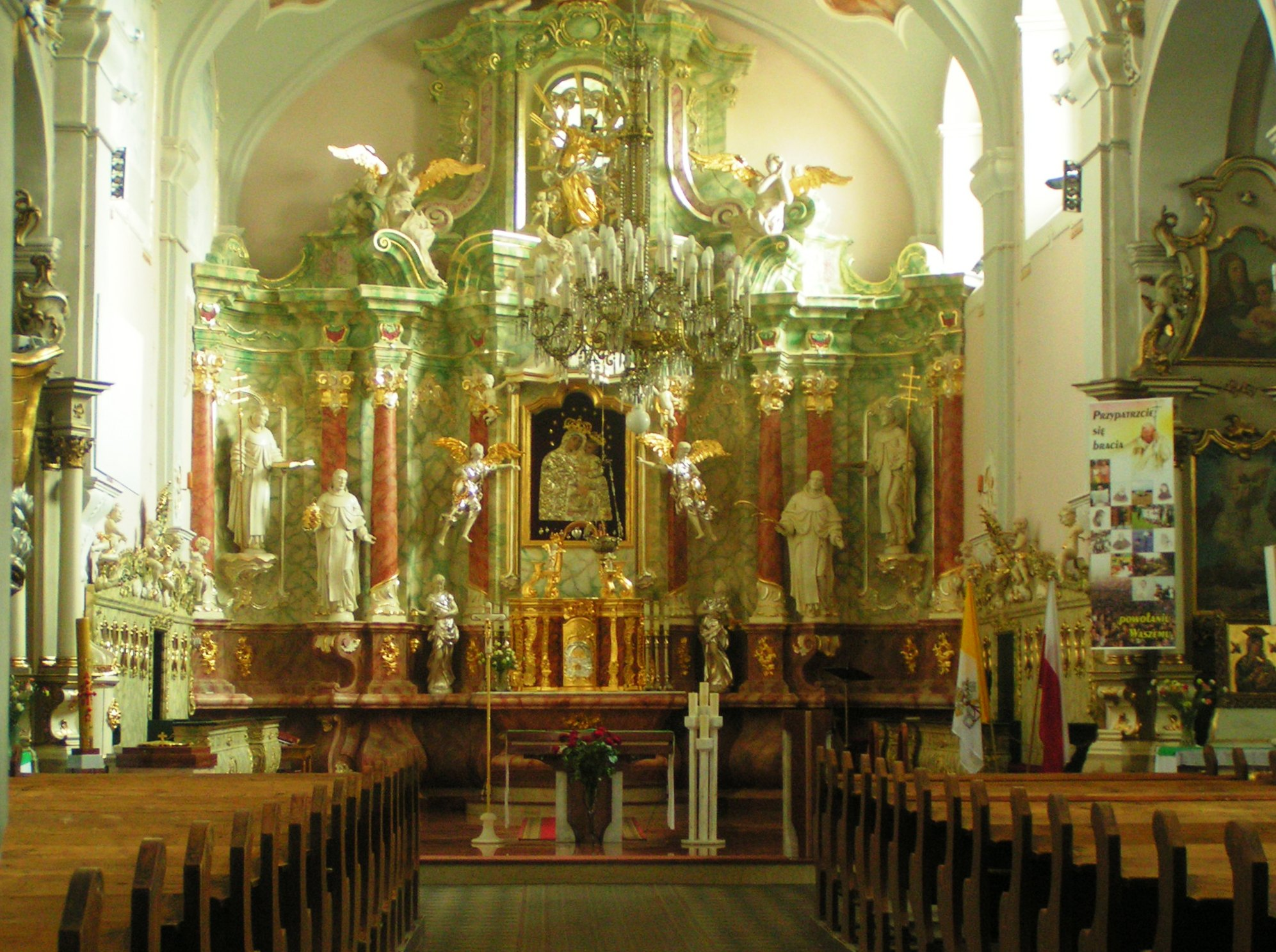
Rokokowy ołtarz główny
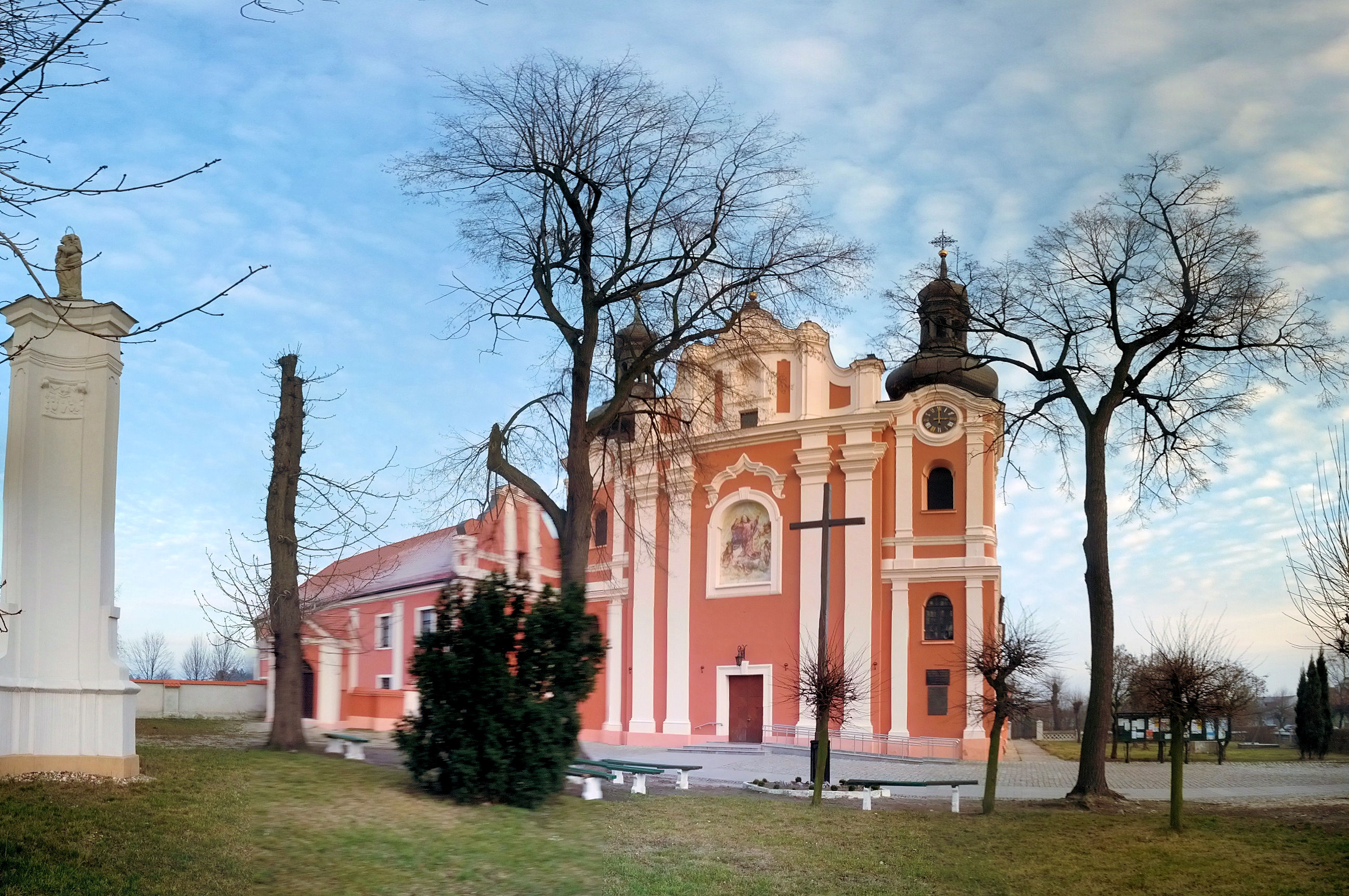
Odnowiony front kościoła
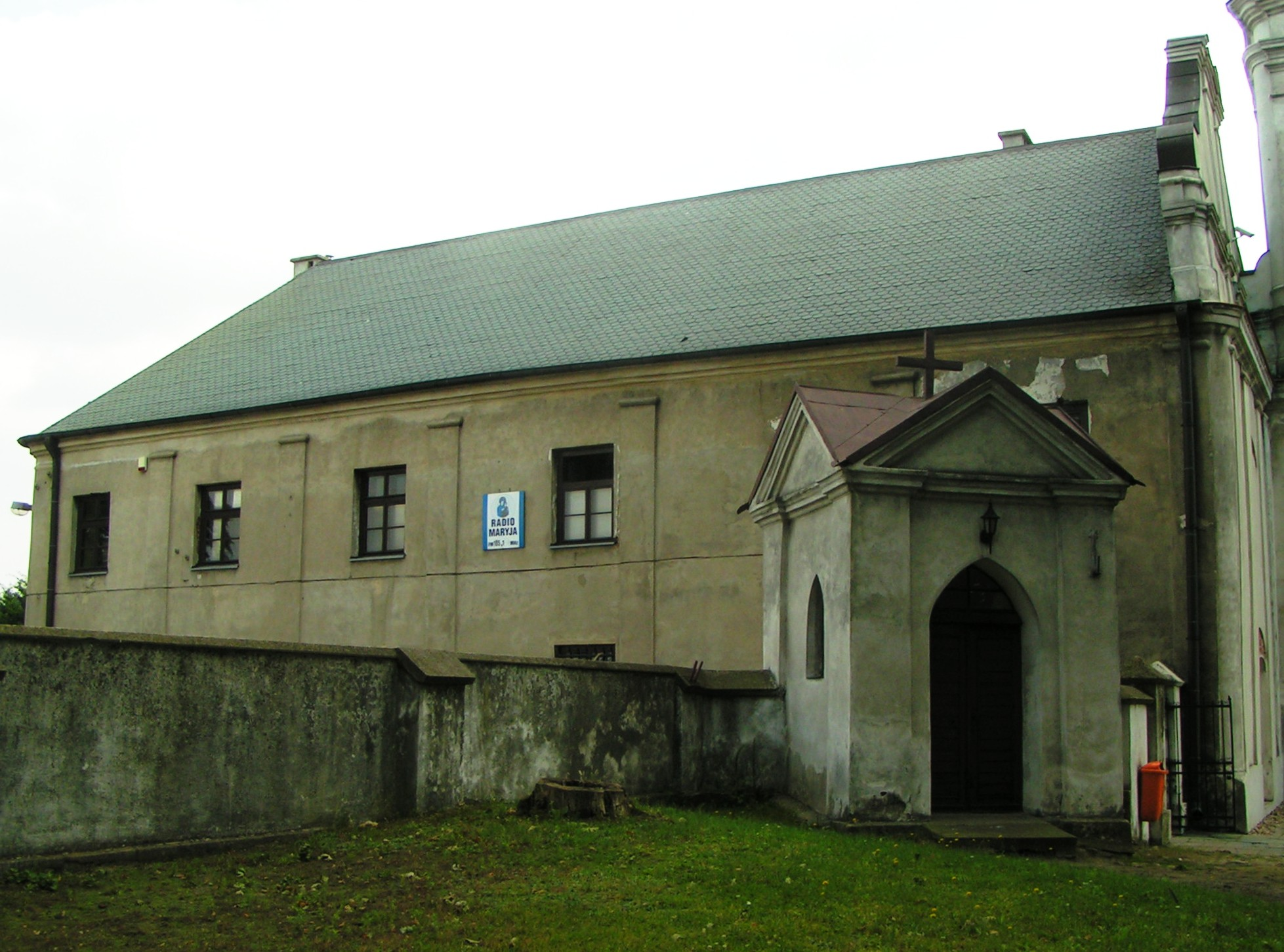
Dawny klasztor karmelitów trzewiczkowych z XVII wieku

Kłodawski późnobarokowy kościół parafialny Wniebowzięcia NMP wybudowany został w XVIII wieku. Jego budowę ukończono w 1755 roku, a wieże dobudowano w 1765 roku. Świątynię konsekrowano w 1766 roku. 
W latach 1818–1844 i od 1878 pełni funkcję kościoła parafialnego. Zdewastowany w 1806 roku, restaurowany dwukrotnie w latach 1847–1854 i w roku 1954. Świątynia trzynawowa. Bazylikowy korpus czteroprzęsłowy z dwiema wieżami w fasadzie zachodniej. Prezbiterium dwuprzęsłowe, równej szerokości z nawą główną, nieco niższe, zamknięte ścianą prostą. Wewnątrz w prezbiterium i nawie głównej sklepienia żaglaste na koszowych gurtach. Nawy boczne otwarte do głównej półkolistymi arkadami filarowymi, sklepione kolebką krzyżową na gurtach. W zakrystii i skarbczyku poprzeczna kolebka na gurtach. Otwór tęczowy o łuku odcinkowym. Chór muzyczny wsparty na trzech arkadach koszowych, podsklepionych kolebką na gurtach, z faliście wygiętym parapetem, na którym umieszczony jest herb wielkopolskiej prowincji karmelitów i data 1755. W przyziemiu wież dwie wydzielone lokalności z lożami na piętrze, otwartymi do naw bocznych otworami o wygiętych przedpiersiach. Ściany rozczłonkowane pilastrami. Zewnątrz elewacje opilastrowane. Okna zamknięte półkoliście i łukiem odcinkowym. Wieże dwukondygnacyjne, w górnej partii o narożach zaokrąglonych, nakryte hełmami baniastymi z latarniami. Dachy dwuspadowe, kryte dachówką.
Ołtarz główny rokokowy, trójdzielny o bogatej architekturze. W ołtarzu obraz Matki Boskiej Szkaplerznej w sukienkach srebrnych. Ołtarze boczne analogicznie parami - rokokowe. Ambona rokokowa w kształcie łodzi. Prospekt organowy z rzeźbami muzykujących aniołków i króla Dawida. Balustrada oddzielająca prezbiterium również rokokowa. Stalle z rzeźbami aniołków na zwieńczeniach i czternastoma obrazkami z przedstawieniami świętych. Trzy konfesjonały intarsjowane z obrazami zakonnika męczennika i Świętej Teresy. 
Na przykościelnym dziedzińcu:
- rzeźba Matki Boskiej z piaskowca na wysokim słupie, barokowa
- nagrobek Józefa Byszewskiego, empirowy, żelazny w formie obelisku

## Dawny klasztor
Klasztor karmelitów trzewiczkowych ufundowany został w 1623 roku przez Franciszka Krzykowskiego. Wybudowany w stylu barokowym. Restaurowany gruntownie w latach 1851–1854 i 1900–1902. Piętrowy, podpiwniczony. O trzech skrzydłach, z których zachodnie wysunięte jest nieco przed lico fasady kościoła. Wewnątrz na obu kondygnacjach korytarz z dwoma traktami pomieszczeń sklepionych na parterze kolebką krzyżową. Dachy dwuspadowe, kryte dachówką.